# Probraque
Le probraque (grec ancien προϐραχύς ou ἀκέφαλος, latin probrachys) est, dans la métrique antique, un pied de cinq syllabes à longueurs variées, composé d'une brève suivie de quatre longues et noté : | ∪ — — — — |.

## Étymologie
Προϐραχύς vient de πρό, « en avant », et βραχύς, « bref », sous-entendant πούς, « pied ». Quant à ἀκέφαλος, « sans tête », il signifie que la première syllabe est presque absente.

## Usage
Le pied est mentionné par Diomède : « probrachys ex brevi et longis quattuor temporum novem ». Il figure chez lui aux côtés de l’hypobraque (latin hypobrachys), pied composé d’une longue, d’une brève et de trois longues (noté | — ∪ — — — |) ainsi que du mésobraque (latin mesobrachys), composé de deux longues, d’une brève et de deux longues (noté pour sa part | — — ∪ — — |).
Le Latin Dictionary de Charlton T. Lewis (en) et Charles Short donne comme exemple la forme latine conjuguée rĕdūndāvērūnt.

On peut y ajouter la forme grecque conjuguée ἐναυπηγήθην ou le nom propre Θεμιστοκλείδης.